# Доктор-Йосифово
До́ктор-Йо́сифово (болг. Доктор Йосифово) — село в Монтанській області Болгарії. Входить до складу общини Монтана.

## Населення
За даними перепису населення 2011 року у селі проживали 707 осіб.
Національний склад населення села:
| Національність   | Кількість осіб | Відсоток |
| ---------------- | -------------- | -------- |
| болгари          | 405            | 58,5%    |
| цигани           | 269            | 38,9%    |
| турки            | 0              | 0%       |
| інша             | 0              | 0%       |
| не визначились   | 18             | 2,6%     |
| Всього відповіли | 692            |          |

Розподіл населення за віком у 2011 році:
Динаміка населення: